# Kim Dotcom

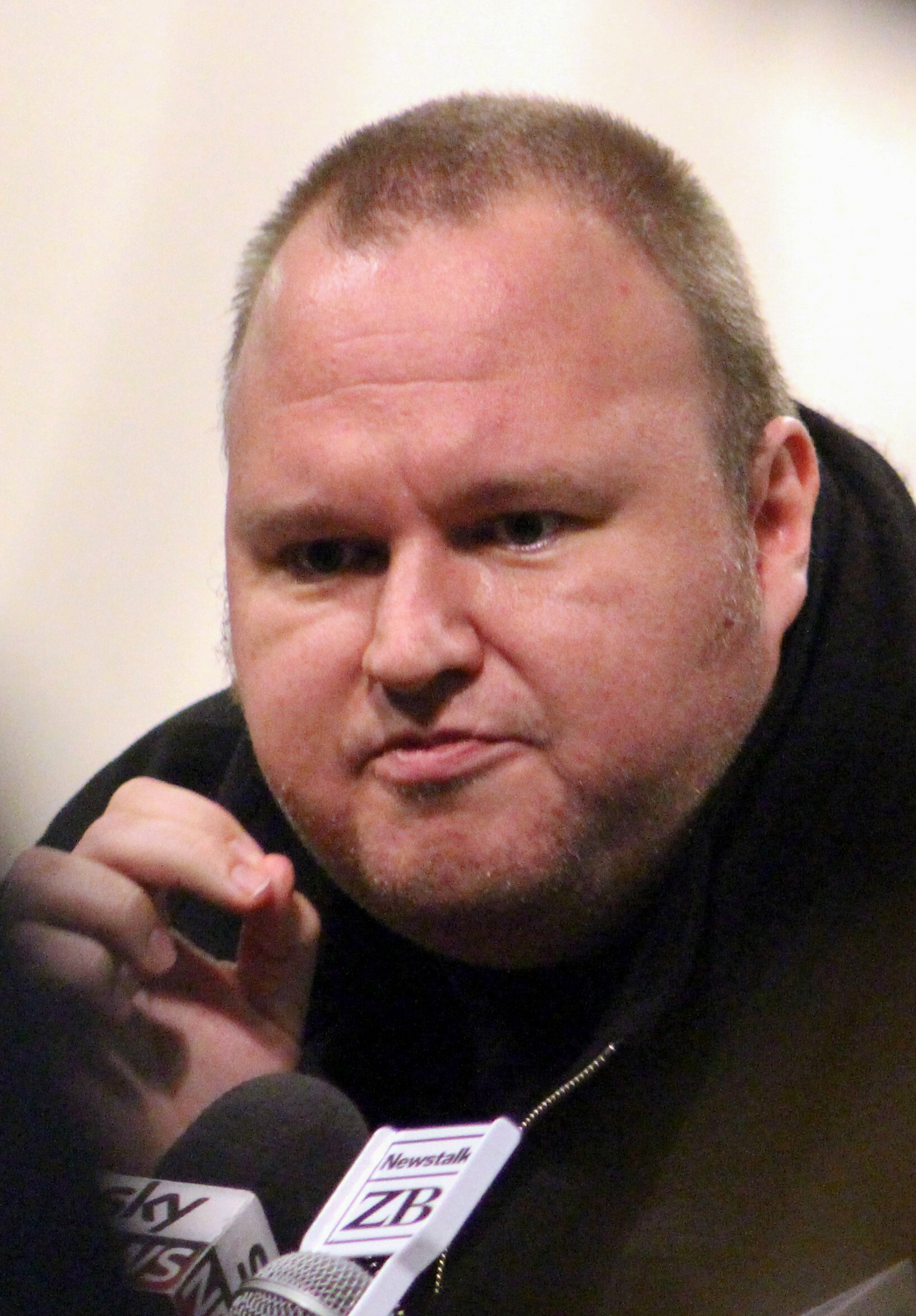
Kim Dotcom (2014)

Kim Dotcom (* 21. Januar 1974 in Kiel als Kim Schmitz) ist ein in Neuseeland ansässiger Internetunternehmer mit deutscher und finnischer Staatsbürgerschaft. Er ist Gründer der Sharehoster-Dienste Megaupload und Mega. Dotcom trat zuerst als Black-Hat-Hacker an die Öffentlichkeit, was ihm rechtskräftige Verurteilungen einbrachte. Seit 2012 ermittelt das FBI wegen mutmaßlicher Verletzungen des US-amerikanischen Copyright-Law im Zusammenhang mit Megaupload.

## Biographie

### Werdegang
Kim Schmitz wurde in Kiel geboren. Sein Vater war Kapitän auf der MS Deutschland; seine Mutter arbeitete als Köchin und stammt aus der westfinnischen Stadt Turku. Schmitz wuchs in Kiel-Mettenhof auf und besuchte die Heinrich-Harms-Hauptschule in Plön. Nach eigenen Angaben war seine Kindheit durch die Alkoholkrankheit seines Vaters geprägt.

Schmitz trat Mitte der 1990er Jahre zum ersten Mal unter dem Pseudonym Kimble als Computer-Hacker an die Öffentlichkeit. Für großes Aufsehen sorgte seine Demonstration des Blue-Box-Verfahrens in der Fernsehsendung Plusminus. Er war Mitglied der damals florierenden Mailbox-Szene mit seinen Mailboxen Beverly Hills BBS und House of Coolness BBS, in denen unter anderem Warez gehandelt wurden. Er soll die Nachrichten der Nutzer seiner Box mitgeschnitten haben und auf diese Weise von Hackern Insiderinformationen über Schwachstellen im Telefonsystem und in der Software erfahren haben. Bezahlen ließ er sich unter anderem mit gestohlenen Calling-Card-Daten, die er weiterverkaufte. Später betrieb er eine Partyline, die sich zum Forum von Phreakern entwickelte und in der er wiederum durch Mithören aktuelle Informationen sammelte.

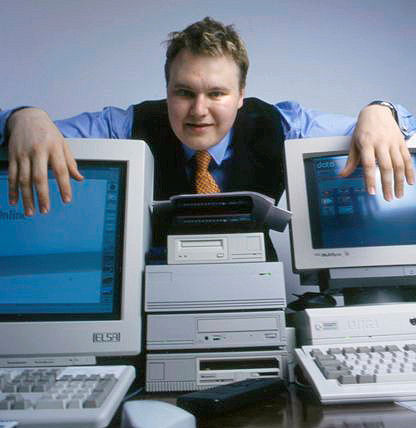
Kim Schmitz, Foto von Andreas Bohnenstengel (1996)

Schmitz begann aufgrund dieser Informationen mit der Herstellung von Magnetkarten mit gefälschten Zahlungsinformationen. Bei einer Hausdurchsuchung wegen des Verdachts von Schwarzkopien in den Mailboxen wurden bei ihm „Hunderte von gefälschten Kredit- und Telefonkarten“ gefunden. Schmitz wechselte unter dem Druck der strafrechtlichen Ermittlungen die Seiten und gab Informationen über die Raubkopien- und Kreditkartenszene an Ermittler weiter. Er arbeitete in der Folge für den Rechtsanwalt Günter Freiherr von Gravenreuth und lieferte diesem als „Testbesteller“ Informationen über Raubkopien. Diese Tätigkeit wurde im Prozess zu seinen Gunsten anerkannt, sodass er 1994 wegen Betrugs, Computerbetrugs, gewerbsmäßiger Bandenhehlerei und Missbrauchs von Titeln zu einer Jugendstrafe von zwei Jahren auf Bewährung verurteilt wurde.
Nach Aussagen von Schmitz bekam er von einem Bekannten aus der Szene Hinweise auf eine Schwachstelle im GSM-System von Deutsche Telekom Mobil D-1 (heute Telekom Deutschland GmbH). Im Gegenzug für Stillschweigen erhielt er einen Beratervertrag bei DeTeMobil. Mit den Erlösen aus dem Beratervertrag gründete Schmitz in München die Firma Data Protect Consulting GmbH, die er schließlich zu 80 Prozent an den TÜV Rheinland verkaufte. Schmitz behielt 20 Prozent der Anteile. Die GmbH meldete 2001 Insolvenz an. In einem Interview 2001 behauptete er, Systeme der Citibank gehackt und 20 Millionen US-Dollar an Greenpeace überwiesen zu haben, was Greenpeace unter Verweis auf seine Rechnungsberichte bestritt.

### Insidergeschäfte
Im Jahr 2001 erklärte Schmitz, dem kränkelnden Unternehmen letsbuyit.com mit 50 Millionen Euro wieder auf die Beine zu helfen. Diese Zahlung sollte über die frisch gegründete Risikokapitalgesellschaft Kimvestor AG erfolgen. Die Gesellschaft sorgte für Skandale durch mutmaßlich fehlende Rechtsfähigkeit, unvollständige Informationsprospekte für die Aktionäre, Aktien durchweg ohne Stimmrecht, einmal zu- und einmal absagende Aufsichtsräte sowie zweifelhafte Liquidität.
Die angekündigte Investition wurde nie getätigt. Da der Kurs bereits einen Tag vor Bekanntgabe der Zwischenfinanzierung hochgeschnellt war, nahm die Staatsanwaltschaft Ermittlungen wegen Insiderhandels auf.
In dieser Zeit fiel er auch durch verschiedene öffentlichkeitswirksame Aktionen auf. So setzte er beispielsweise ein Kopfgeld auf Osama bin Laden aus und behauptete, mit dem FBI zusammenzuarbeiten. Die von ihm gegründete Organisation Young Intelligent Hackers Against Terrorism (Yihat), die in terroristisch genutzte Netze und Rechner eindringen sollte, konnte keine Erfolge vermelden. Stattdessen wurde die Website der Gruppe selbst von anderen Hackern mehrfach manipuliert.
Im Januar 2002 floh er in die thailändische Hauptstadt Bangkok und errichtete eine neue Webseite, die als Suizid-Ankündigung verstanden werden konnte. Stattdessen präsentierte er sich am angegebenen Datum als King Kimble the First, Ruler of the Kimpire („König Kimble der Erste, Herrscher des Kimperiums“). Am 18. Januar 2002 wurde er in Thailand festgenommen und mit seiner Zustimmung an Deutschland ausgeliefert. Er wurde im Mai 2002 vom Amtsgericht München wegen Insiderhandels zu einem Jahr und acht Monaten Freiheitsstrafe zur Bewährung und 100.000 Euro Geldstrafe verurteilt.
Das Gericht befand Schmitz für schuldig, über Insidergeschäfte mit Aktien der Firma letsbuyit.com N.V. etwa eine Million Euro Gewinn erzielt zu haben.
Nach seiner Verurteilung zog Schmitz nach Hongkong und kündigte verschiedene neue Geschäfte an, darunter die Firma Trendax Inc., die mit Hilfe von künstlicher Intelligenz garantierte Börsengewinne erwirtschaften sollte. Weiterhin erweckte sein Lebensstil die Aufmerksamkeit der Medien. Ende 2004 plante Schmitz eine siebentägige Straßenrallye namens Ultimate Rally für 2006, die aber nie stattfand.
Anfang 2007 wurden die Web-Auftritte von Schmitz’ bisherigen Projekten, wie z. B. Kimpire und Trendax, sowie seine Website kimble.org aus dem Web entfernt. Ende 2007 erschienen Berichte, die ihn mit dem Sharehoster Megaupload in Verbindung brachten. Schmitz bot dem Szeneportal gulli.com Geld in Form einer Werbebuchung an, damit diese Verbindung nicht veröffentlicht werde.

### Kim Dotcom in Neuseeland
Im Februar 2010 schloss Schmitz einen Mietvertrag für das Chrisco Mansion in Coatesville mit der Option ab, dieses als teuerste Privatimmobilie Neuseelands geltende Anwesen im Wert von 15 Millionen Euro später zu erwerben. Seitdem tritt Kim Schmitz als Kim Dotcom auf. Laut einem Artikel des Magazins Investigate vom April 2010 ist Dotcom in den Firmenarchiven von Hongkong unter dem Namen Kim Tim Jim Vestor verzeichnet. Angeblich fungiere er als Geschäftsführer von unter anderem Megaupload Ltd. und Megarotic Ltd. Als Mitbegründer von Megaupload wurde Dotcom 2011 wegen mutmaßlicher Urheberrechtsverletzungen von dem Unternehmen Perfect 10, das im Bereich urheberrechtlich geschützter erotischer Werke und Medien tätig ist, auf 5 Millionen US-Dollar Schadenersatz verklagt. Das Verfahren endete mit einem Vergleich in unbekannter Höhe.
Im Juni 2010 beantragte Kim Dotcom eine Aufenthaltsgenehmigung für Neuseeland. In einem Online-Interview mit dem New Zealand Herald erklärte er, die neuseeländische Einwanderungsbehörde habe sich unter Abwägung seiner diversen Straftaten und geplanten Geschäftsinvestitionen für die Erteilung einer Aufenthaltsgenehmigung entschieden. Der Erwerb mehrerer Immobilien wurde ihm allerdings durch das neuseeländische Overseas Investment Office versagt. Einen Monat nach Erteilung der Aufenthaltsgenehmigung gaben Dotcoms Anwälte bekannt, dass er in Hongkong wegen Verstößen beim Börsenhandel angeklagt sei. Da dies bei dem Antrag nicht angegeben worden war, prüfte die neuseeländische Einwanderungsbehörde eine Abschiebung Dotcoms, entschied sich schließlich jedoch dagegen. Im Oktober 2014 wurde bekannt, dass Dotcom beim Stellen des Aufenthaltsantrags auch eine Verurteilung in Neuseeland aus dem Jahr 2009 wegen gefährlichen Fahrens (Überschreiten des Tempolimits um 99 km/h) verschwiegen hatte. Die Behörden prüften erneut eine mögliche Ausweisung.

### Überwachung durch die NSA
Die Nationale Sicherheitsbehörde (NSA) überwachte Kim Schmitz vom 16. Dezember 2011 bis zum 22. März 2012. Der frühere neuseeländische Premierminister John Key hatte allerdings vorher nur rund einen Monat Überwachungszeit eingestanden. Damit überwachte die NSA Schmitz rund zwei Monate illegal. Die Aktion wurde in Akten des neuseeländischen Geheimdienstes Büro für Staatskommunikationssicherheit dokumentiert, die dem New Zealand Herald vorlagen.

### Ermittlungen durch das FBI und Auslieferung an die USA
Am 19. Januar 2012 wurde Dotcom im Zusammenhang mit einer Razzia auf seinem Anwesen zusammen mit drei weiteren Personen in Neuseeland verhaftet. Die Razzia wurde später für illegal erklärt (s. u.). Gegen Dotcom wurden wegen mutmaßlicher Copyright-Verletzungen im Zusammenhang mit Megaupload ein Haftbefehl aus den Vereinigten Staaten und ein Auslieferungsbegehren des FBI eröffnet.
Megaupload soll den Inhabern der Urheberrechte einen Schaden von mehr als 500 Millionen Dollar zugefügt haben.
Bei einer Verurteilung in den USA drohen Dotcom Haftstrafen bis zu 20 Jahren. Zwei Versuche, die Untersuchungshaft gegen Kaution zu verlassen, wurden mit dem Hinweis, es bestehe eine zu hohe Fluchtgefahr, abgelehnt.
Alle Mega-Dienste wurden abgeschaltet.
Am 22. Februar 2012 gewährte ein neuseeländischer Richter Kim Dotcom die Freilassung gegen Kaution, da ohnehin das gesamte Dotcom-Vermögen (ca. 175 Millionen US-Dollar) beschlagnahmt wurde und wegen seiner Familie keine Fluchtgefahr bestehe. Im März erhöhte ein neuseeländischer Richter den Unterhalt, den Dotcom monatlich aus seinem Vermögen erhält, auf 60.000 Neuseeland-Dollar (damals ca. 37.000 Euro). Zudem erhielt Dotcom seinen Mercedes zurück.
Anfang März 2012 beantragten die Vereinigten Staaten Dotcoms Auslieferung, zu der die Anhörung mehrmals vertagt wurde, um offene Rechtsfragen zu klären. In den USA wehrt sich Dotcom gegen die Strafverfolgung und beruft sich darauf, dass das US-Unternehmenstrafrecht keine Verfolgung von ausländischen Unternehmen zulasse, die keine Büros in den Vereinigten Staaten unterhalten. In einem Interview von 3News-Journalist John Campbell, das im März 2012 ausgestrahlt wurde, wies Dotcom alle Anschuldigungen von sich. Er berief sich auf den Digital Millennium Copyright Act (DMCA), der Internetdienste schütze, wenn sie auf Aufforderung von Rechteinhabern gegen Copyrightverletzungen vorgehen. Megaupload habe darüber hinaus mehr als einhundert Unternehmen die Möglichkeit geboten, selbst auf die Datenbanken zuzugreifen und Dateien zu löschen. Der Electronic Communications Privacy Act habe Megaupload jedoch verboten, selbst aktiv nach Verletzungen zu fahnden. Megaupload sei nicht verantwortlich für die von Nutzern hochgeladenen Dateien gewesen, was auch jeder Uploader habe bestätigen müssen.
Im Juni 2012 entschied der neuseeländische High Court, dass Durchsuchung und Beschlagnahmen rechtswidrig waren und die dadurch erlangten Daten nicht an die amerikanischen Ermittler hätten herausgegeben werden dürfen, weil die Durchsuchungsanordnung rechtswidrig ausgestaltet war und die Übergabe der beschlagnahmten Datenträger an das FBI und deren Weiterleitung in die USA gegen eine ausdrückliche Anweisung verstießen. Ende August 2012 erreichte Dotcom vor dem High Court die Herausgabe von sechs Millionen Neuseeland-Dollar aus seinem eingefrorenen Vermögen sowie das Recht, mehrere beschlagnahmte Autos zu verkaufen. Mit dem Geld will Dotcom seinen Lebensunterhalt sowie die Anwaltskosten finanzieren.
Der neuseeländische Premierminister John Key entschuldigte sich Ende September 2012 öffentlich dafür, dass Dotcom nicht den ihm in Neuseeland zustehenden Schutz vor unrechtmäßiger Strafverfolgung erhalten habe.
Dotcom und andere Personen waren vom neuseeländischen Nachrichtendienst vor der Razzia abgehört worden. Dieser darf jedoch laut neuseeländischem Gesetz keine Bürger oder ständigen Bewohner des Landes überwachen – Dotcom gilt als solcher. Auch wurden Daten von Dotcoms Rechnern ungesetzlich vom FBI kopiert und in die USA geschafft. In einer parlamentarischen Anhörung zu einem Gesetzesvorschlag, diese Rechte der Bewohner Neuseelands zu beschneiden, sagte Dotcom im Juli 2013 aus, dass ihn Key sehr wohl bereits vor der Razzia gekannt hatte, und bezichtigte ihn damit einer Lüge.
Ende Mai 2013 ordnete das höchste Gericht Neuseelands die Freigabe der IT-Ausstattung Dotcoms an.
Anfang Februar 2014 kam es zu einer erfolgreichen Anfechtung der Entscheidung des Obersten Gerichts vom 28. Juni 2012. Demnach war die Razzia in der Villa von Kim Dotcom nahe Auckland gesetzeskonform, wobei das Gericht anmerkte, dass die Übergabe von geklonten Festplatten Dotcoms an US-Behörden jedweder Grundlage entbehrte.
Die Beweissicherung der neuseeländischen Behörden im Auslieferungsverfahren wurde Ende November 2015 abgeschlossen. Im Dezember 2015 wurde ein Richterspruch veröffentlicht, der Dotcoms Auslieferung an die USA erlaubt. Seine Anwälte kündigten Berufung gegen die Entscheidung des Gerichts an.
Im August 2016 wurde durch Dotcoms Anwälte ein neuer Versuch unternommen, seine Auslieferung an die USA durch ein Gerichtsverfahren zu verhindern.
Im Februar 2017 wurde von einem zweiten Gericht in Neuseeland bestätigt, dass der deutsche Internetunternehmer ausgeliefert werden darf, zwar nicht wegen Urheberrechtsverletzung, jedoch wegen Betruges.
Anfang Juli 2018 scheiterte Dotcoms Berufung gegen dieses Urteil. Dotcom klagte beim Supreme Court Neuseelands gegen seine Auslieferung in die USA.
Der Supreme Court reduzierte die Zahl der möglichen Anklagepunkte und verwies die Entscheidung wegen Formfehlern zurück. Am 21. Dezember 2021 entschied der Supreme Court Neuseelands mit der Abweisung von Dotcoms Berufung, dass Dotcom an die USA ausgeliefert werden darf.
Im August 2024 wurde bekannt, dass der Justizminister Neuseelands, Paul Goldsmith, die Auslieferungsanordnung unterzeichnet hat.

### Andere Aktivitäten
Kim Dotcom verfügt über eine aufwändige Webpräsenz und betreibt den YouTube-Kanal MrKimDotcom, auf dem er u. a. humoristische Webvideos mit gesellschaftskritischem Hintergrund und Musikvideos veröffentlicht. Seinen ausschweifenden Lebensstil zeigte Dotcom mit der mehrfachen Teilnahme an der Gumball-3000-Rallye mit Fahrzeugen wie einem Mercedes-Brabus E V12, gecharterten Jachten und der Veröffentlichung von Online-Videos, die ihn an exotischen Schauplätzen oder beim Großen Preis von Monaco zeigen; auch auf Twitter unterhält er eine aktive Präsenz. Dabei verbreitet er auch politische und verschwörungstheoretische Ansichten, unter anderen pro-russische Kommentare zum russisch-ukrainischen Krieg. So bezeichnete er den russischen Angriffskrieg auf die Ukraine als „provoziert“ und reproduziert regelmäßig die Verschwörungstheorie
vom „Deep State“.
Kim Dotcom ist sporadisch auch als Musiker aktiv. Im Jahr 2012 veröffentlichte er das Album Party Amplifier, auf dem u. a. ein Protestlied gegen Barack Obama mit dem Titel Mr President enthalten ist. An der Produktion war Printz Board beteiligt, der zuvor das „Yes We Can“ für Obamas Wahlkampagne 2008 geschrieben hatte. Seit 2011 hat Dotcom fünf Singles veröffentlicht, die auf seiner Website Kim.com kostenlos zum Download angeboten werden. Zu jedem Lied produzierte er auch ein Musikvideo. In der Nacht vom 31. Dezember 2013 auf den 1. Januar 2014 trat Dotcom beim neuseeländischen „Rhythm & Vines“-Festival auf, bei dem er seine Musik über 25.000 Besuchern präsentierte. Im Januar 2014 erschien sein zweites Album Good Times.
Als leidenschaftlicher Videospieler erreichte Dotcom am 31. Dezember 2011 die Nummer-1-Position auf den internationalen Bestenlisten des Xbox-360-Spiels Call of Duty: Modern Warfare 3. Ein selbst veröffentlichtes Webvideo zeigt im Zeitraffer, wie Dotcom mehrere Stunden an der Konsole sitzt, bis er es mit seinem Pseudonym Megaracer auf den ersten Platz der Leaderboards für Kills und Free-for-All schafft.
Im September 2013 kündigte Dotcom an, auf Neuseelands erster Videospiel-Messe Digital Nationz in selbigem Spiel gegen 100 freiwillige Besucher anzutreten. Er besiegte 99 der Herausforderer.
Im Frühling 2014 gründete Kim Dotcom die neuseeländische Partei Internet Party. Als Ziele nannte er günstigere und schnellere Internetanbindung und mehr Sicherheit und Freiheit im Netz. Außerdem solle Neuseeland ein attraktiverer Platz für Startups und Internet-Unternehmen werden. Dotcom darf weder ein Amt in der Partei bekleiden noch kandidieren, da er nicht die neuseeländische Staatsbürgerschaft besitzt. Er finanziert aber die Arbeit der Partei. Die Partei bildete ein Bündnis mit der im Parlament vertretenen Mana Party der Maori-Ureinwohner und gewann mit Laila Harré eine frühere Abgeordnete der neuseeländischen Grünen als Parteivorsitzende und Spitzenkandidatin.
Bei der Wahl errang die Internet Party aber nur 1,26 % der Stimmen, sie erhielt damit keinen Sitz im Parlament.

### Privatleben
Dotcom ist in dritter Ehe verheiratet und hat sechs Kinder, davon ein Kind aus erster Ehe. Im Mai 2014 verkündete Kim Dotcom die Trennung von seiner zweiten Frau. Im Januar 2018 gab er per Twitter die Heirat mit der 23-jährigen Elizabeth Donnelly bekannt.
Im November 2024 erlitt Dotcom laut eigener Angaben einen schweren Schlaganfall.

## Unternehmen

### Megabox und Megakey
Dotcom hatte im Dezember 2011 – drei Wochen vor seiner Festnahme – den Musikvermarktungsdienst Megabox gestartet, über den Künstlern direkt 90 % ihrer Einnahmen zufließen sollten, was das Geschäftsmodell der Musikindustrie angreifen sollte. In der Folge veranlasste die Universal Music Group die Löschung des Musikvideos Megaupload Song von YouTube, in dem Dotcom und bekannte Künstler wie unter anderen Alicia Keys oder Kanye West mitwirken und für Megaupload werben. Das Video ist aber mittlerweile dort wieder abrufbar. In einer Presseerklärung sprach Dotcom von einer „Kampagne, um Megabox zu sabotieren und Innovation zu blockieren“. Zudem plante Dotcom, alle Mega-Dienste kostenlos für die Nutzer zur Verfügung zu stellen, die Megakey installiert hätten, eine Software, die auf allen Webseiten im Internet die vom Webmaster platzierte Werbung durch Werbung von Dotcom ersetzt hätte.

### Mega
Mega ist eine von Kim Dotcom im Januar 2013 gestartete Website zum Upload von Dateien in eine Cloud. Besonderes Merkmal ist dabei die vor dem Upload erfolgende Verschlüsselung mit einem RSA-Kryptosystem, bei der nur der jeweilige Nutzer über die Schlüssel verfügt. Somit ist der Zugang zu den Daten von Seiten des Unternehmens oder durch Dritte stark erschwert. Dementsprechend sind extern verlinkte Daten nur mit einem passenden Passwort lesbar. Ende Juli 2015 distanzierte sich Kim Dotcom in einer Fragerunde auf Slashdot öffentlich von Mega: „Das Unternehmen hat unter einer feindlichen Übernahme durch einen chinesischen Investor gelitten, nach dem in China wegen Betrugs gefahndet wird. […] Ich glaube nicht, dass eure Daten bei Mega noch sicher sind.“

## Diskografie

### Alben
- 2012: Party Amplifier
- 2014: Good Times

### Singles
- 2011: Megaupload Song (Mitwirkung von Will.i.am, P. Diddy, Kanye West, Chris Brown, Jamie Foxx, Kim Kardashian, Lil Jon, The Game, Floyd Mayweather, Serena Williams und Ciara)
- 2012: John Banks Song
- 2012: Mr President
- 2012: Precious
- 2012: Live my Life
- 2012: Party Amplifier
- 2016: Good Life

## Dokumentarfilme / Podcast
- Annie Goldson: Kim Dotcom: Caught in the Web. 2017, 107 Min.[103]
- Kriminelle Karrieren Kim Dotcom – König der Raubkopierer. ZDFinfo, 2016, 45 Min.[104]
- Wild Wild Web – Die Kim Dotcom Story. Bayern 2, 2021, Podcast mit 6 Folgen zu je ca. 25 Min.[105]
- Simplicissimus: Die Wahrheit über Kim Dotcom, 2022, 18 Min.[106]